# Josip Barišić (Fußballspieler, 1986)
Josip Barišić (* 14. November 1986 in Osijek, SFR Jugoslawien) ist ein kroatischer Fußballspieler.

## Verein
Barišić begann seine Karriere beim NK Osijek, wo er es über die Jugend in die Herrenmannschaft schaffte. In Kroatien spielte er noch für NK Slavonac Stari Perkovci und RNK Split. Außerdem spielte er in Slowenien für den FC Koper, wie auch in der Ukraine für den PFK Oleksandrija, bevor 2015 nach Polen wechselte und einen Vertrag bei Zawisza Bydgoszcz unterschrieb. Allerdings konnte er mit acht Toren in 18 Erstligaspielen den Abstieg nicht verhindern. Zur Saison 2015/16 wechselte er zum Ligakonkurrenten Piast Gliwice, wo er einen Zwei-Jahres-Vertrag unterschrieb. Für den Gleiwitzer Klub konnte er in 47 Spielen 12 Tore erzielen. Anfang 2017 wurde Josip Barišić für ein halbs Jahr an Arka Gdynia ausgeliehen und gewann dort auf Anhieb den Polnischen Fußballpokal. Anschließend spielt er wieder für Gliwice und wechselte 2018 zu Cibalia Vinkovci. Von dort folgte eine Ausleihe zu FKS Stal Mielec. Seit 2020 steht er beim kroatischen Amateurverein NK Vukovar ’91 unter Vertrag.

## Nationalmannschaft
Von 2006 bis 2007 absolvierte Barišić vier Testspiele für die kroatische U-20-Auswahl und erzielte beim 6:0-Sieg gegen Italien einen Treffer.

## Erfolge
- Polnischer Pokalsieger: 2017